# Cryptopin
Cryptopin ist ein Opiumalkaloid. Es bewirkt bei Warmblütern Krampferscheinungen.

## Vorkommen
Cryptopin kommt in einigen Pflanzen vor.

## Eigenschaften
Als Abbauprodukt des Cryptopins bildet sich durch Oxidation die Metahemipinsäure. Durch Salzsäure erleidet Cryptopin unter Wasserabgabe leicht intramolekularen Ringschluss, wobei sich Isocryptopinchlorid bildet.